# El hombre que supo amar
El hombre que supo amar és una pel·lícula biogràfica espanyola del 1978 dirigida per Miguel Picazo de Dios amb un guió de Santiago Moncada basat en la biografia de Sant Joan de Déu escrita per José Cruset. Fou protagonitzada per Timothy Dalton, Antonio Ferrandis, José María Prada, i Victoria Abril.

## Repartiment
El 1539 Juan Ciudad és un home d'aspecte humil que viu a Granada, on intenta denunciar les desigualtats socials. És declarat boig i internat en un hospital. Quan en surt es dedica a viatjar arreu de la província de Granada i es proposa la tasca d'ajudar els més humils. Aquest generositat provoca enveges i que el consideren un agitador de masses. Però gràcies a les seves obres finalment acabarà sent Sant Joan de Déu.
- Timothy Dalton	...	Juan de Dios
- Antonio Ferrandis	...	Dr. Cabrales
- Jonathan Burn	...	Antón
- José María Prada	...	Gran Inquisidor
- Queta Claver	...	Inés
- Antonio Iranzo 	...	Criado de Antón
- José Vivó	...	Don Luis
- Fernando Hilbeck	...	Yusuf
- Marc Gimpera		...	Cosme
- Pilar Bardem	...	Matea
- Antonio Casas		...	Alguacil
- Alberto de Mendoza	...	Juan de Ávila
- Ángela Molina	...	Jazmín
- Félix Dafauce	...	Obispo García
- María Elena Flores	...	Zaida

## Producció
Va ser finançada per l'orde religiós dels Germans de Sant Joan de Déu, que originalment havien encarregat la pel·lícula i que també va donar suport a la seva distribució general a Espanya. La pel·lícula va suposar el retorn de Picazo a la direcció de llargmetratges després d'uns anys treballant per a la televisió. Es va rodar l'estiu de 1976, però no es va estrenar fins dos anys més tard (el 10 d'agost de 1978) i en una sola sessió i no va tenir èxit comercial.
Fou exhibida al Festival de La Corunya de 1978 i no va rebre bones crítiques. Fernando Trueba la considera influïda per Zeffirelli i Passolini, però no en sap treure prou profit:
| « | "Tot és bastant tosc. Malbaratament de mitjans no controlats, desafortunades escenes de masses, etcètera. L'enfrontament de Juan Ciudad amb les estructures socials, polítiques i religioses del seu temps és utilitzat per Picazo per a resumir els conflictes d'una època bastant complexa. I així, la pel·lícula cau en el seu més greu defecte: un esquematisme de to pseudodidáctic. Els diàlegs són falsos, demagògics, tendenciosos i efectistes. | » |

## Premis
Félix Dafauce va rebre el premi al millor actor secundari als Premis del Sindicat Nacional de l'Espectacle de 1976.